# ふれあいスタジオ お隣さんお向かいさん
『ふれあいスタジオ お隣さんお向かいさん』（ふれあいスタジオおとなりさんおむかいさん）は、東海ラジオ放送で放送されていた平日午前帯のラジオワイド番組。
放送時間は月曜日〜金曜日 11:00〜12:00。1977年4月4日開始、1982年4月2日終了。

## 概要
それまで1時間以上のワイド番組が無かった平日午前11時台に新設された、1時間のワイド番組。家庭の主婦向けの番組で、「都市化が進んで主婦たちが否応なく孤独感を強いられる昨今、そのような現実に着目し、電波を通じで近所付き合いの良さを復活させる」というのがこの番組の狙いで、リスナーが電話出演するコーナーを設けたのは「家の中に閉じこもりがちで、他人とのふれあいを忘れがちな主婦たちに電話口に出てもらって喋るチャンスを作る」というのが番組の要であると当時の編成部は話している。
1982年4月改編を以って本番組のパーソナリティの伊藤春雄が朝ワイド『さん!さん!モーニング』のパーソナリティに異動することになったため終了。そして後番組がそれまで『さん!さん!モーニング』のパーソナリティだった天野鎮雄の出演の『アマチンのラジオにおまかせ』となったため結果的に枠を交換する形となり、アシスタントの前川徳子はその『アマチン』のアシスタントとして引き続きこの時間に出演した。

## 主なコーナー
- ちびっこ発言 かあちゃんどうする
  - 街中で子供の転身爛漫な発言を収録して放送し、その反応をその子供の母親に電話できいていた[1]。この企画は日本民間放送連盟賞の娯楽番組部門にて優秀賞を受賞した[1]。
- 私の結婚記念日[1]
- リスナー電話出演のコーナー
  - 我が家の自慢[2]
  - 家の記念日[2]
  - 家の宿六[2]
- ミュージックプレゼント[3]
- ポケット歌謡[3]
- スタジオ奥さん → ヤクルトみんなでコーラス[3]
  - スタジオに主婦たちを迎え、一緒にコーラスに参加。1978年5月からヤクルトがスポンサーとなり、「ヤクルトみんなでコーラス」と改題[4]。